# Aleksandrovo (Sjoemen)
Aleksandrovo (Bulgaars: Александрово) is een dorp in Bulgarije. Zij is gelegen in de gemeente Smjadovo, oblast Sjoemen. Het dorp ligt 31 km ten zuiden van Sjoemen en 299 km ten noordoosten van Sofia.

## Bevolking
De telling van 1934 registreerde 579 inwoners. Dit aantal bereikte in 1946 een hoogtepunt met 670 inwoners. Sindsdien loopt het inwonersaantal van het dorp in een rap tempo af. Op 31 december 2019 werden er slechts 63 inwoners geteld. Van de 75 inwoners reageerden er 74 op de optionele volkstelling van 2011. Zo’n 66 personen identificeerden zichzelf als etnische Bulgaren (92%), gevolgd door 6 Bulgaarse Turken (8%).
Het dorp heeft een zeer ongunstige leeftijdsopbouw. Van de 75 inwoners die in februari 2011 werden geregistreerd, waren er 4 jonger dan 15 jaar oud (5,3%), 37 inwoners waren tussen de 15-64 jaar oud (49,3%) en 34 inwoners waren 65 jaar of ouder (45,3%).